# قاطور أمريكي
القاطور أو القاطور الأمريكي
(الاسم العلمي: Alligator mississippiensis) يوجد القاطور الأمريكي في الجنوب الشرقي للولايات المتحدة من الشرق شمال كاليفورنيا إلى جنوب فلوريدا ومن غرب إلى شمال تكساس إلى شمال وجنوب اركانسس وشرق اكلاهوما ويستطيع أن يعيش في المناطق الباردة أكثر من أي تمساح آخر فلذلك من الممكن ان يتواجدفي المناطق الشمالية.

## مزارع القاطور (التماسيح)
تعتبر زراعة القواطير (التماسيح) زراعة ذات صناعة كبيرة ومتزايدة في جورجيا وفلوريدا وتكساس ولويزيانا. تنتج هذه البلدان مجتمعة ما مجموعه السنوي للجلود 45,000. ويخفي القاطور تحقيق أسعار جيدة ويخفي في القدمين 6-7 (1,8-2,1 م) مجموعة 300 دولار لكل منهما، على الرغم من أن الأسعار يمكن أن تتذبذب بشكل كبير من سنة إلى أخرى. وكذلك سوق لحوم التماسيح ينمي ما يقرب من 300000 جنيه استرليني ويتنج سنويا (140,000 كيلوغرام). ووفقا لإدارة ولاية فلوريدا الزراعية والخدمات الاستهلاكية، لحم التمساح الخام يحتوي على حوالي 200 سعرة حرارية بينها 27 من السعرات الحرارية تأتي من الدهون.

## التماسيح والبشر
التماسيح قادرة على قتل البشر، وعضات التمساح تسبب بإصابات خطيرة وتعرض لخطر الإصابة بالعدوى. وعد المعاملة اللازمة أو الإهمال من عضة تمساح قد تؤدي إلى الإصابة التي تستدعي بتر أحد الأطراف، وذيل التمساح هو سلاح قادر على ضرب شخص لأسفل وكسر العظام، ومنذ عام 1948، كانت هناك أكثر من 275 هجوما غير مبرر على البشر في ولاية فلوريدا، وأدت إلي موت ما لا يقل عن 17. لم يكن هناك سوى تسع هجمات قاتلة في جميع أنحاء الولايات المتحدة.